# Euforija (TV serija)
Euforija (engl. Euphoria) američka je tinejdžerska dramska televizijska serija čiji je autor i scenarist Sam Levinson za HBO. Temelji se na istoimenoj izraelskoj mini seriji Rona Leshema i Daphne Levin. Serija prati grupu srednjoškolaca kroz njihova iskustva identiteta, traume, droge, prijateljstva, ljubavi i seksa. Glavnu ulogu tumači Zendaya, pored glumačkog ansambla koji čine Maud Apatou, Angus Cloud, Eric Dane, Alexa Demi, Jacob Elordi, Barbie Ferreira, Nika King, Storm Reid, Hunter Schaefer, Algie Smith, Sidney Sweeney, Coleman Domingo, Jevon Walton, Austin Abrams i Dominic Fake.
Premijera serije bila je 16. lipnja 2019. U srpnju 2019. obnovljena je za drugu sezonu, kojoj su prethodila dva jednosatna specijala emitirana u prosincu 2020. i siječnju 2021. godine. Premijera druge sezone bila je 9. siječnja 2022. godine.
Od svog debija, Euphoria je dobila pohvale kritike, ponajviše zbog svoje kinematografije, priče, glazbe, glumačkih izvedbi (posebno Zendaye i Schaeferove) i pristupa zreloj temi, iako je bila kontroverzna zbog svoje golotinje i seksualnog sadržaja, što su neki kritičari smatrali pretjeranim. Serija je nominirana za najbolji međunarodni program televizijske nagrade BAFTA i nagradu Udruge TV kritičara za najbolju dramu. Za svoju izvedbu Zendeja je osvojila nagradu Emmy za udarno vrijeme i nagradu Satellite za najbolju glumicu u dramskoj seriji.

## Uloge
- Zendaya kao Rue Bennett, tinejdžerka i ovisnica o drogi koja je nedavno izašla iz rehabilitacije te pati u pronalasku svoga mjesta na svijetu. Služi kao pripovjedač serije[1]
- Hunter Schafer kao Jules Vaughn, transrodna djevojka koja ulazi u problematični odnos s Rue nakon što se preselila u novi grad
- Sydney Sweeney kao Cassie Howard, Lexina starija sestra i McKayova bivša djevojka s poznatom seksualnom prošlošću koja ju progoni
- Maude Apatow kao Lexi Howard, Rueina prijateljica iz djetinjstva i Cassina mlađa sestra
- Alexa Demie kao Maddy Perez, Nateova on-off djevojka
- Barbie Ferreira kao Kat Hernandez, djevojka koja se bori za pozitivnost tijela dok istražuje svoju seksualnost
- Angus Cloud kao Fezco, lokalni diler drogom koji ima blizak odnos s Rue
- Algee Smith kao Chris McKay, mladi igrač američkog nogometa i Cassiein dečko koji ima problem privikavanja na fakultetsko obrazovanje
- Jacob Elordi kao Nate Jacobs, srednjoškolski atletičar čiji problemi s gnjevom provociraju njegove seksualne nesigurnosti
- Javon "Wanna" Walton kao Ashtray (sezona 2; sekundarni glumac 1. sezona), Fezov "mlađi brat" i diler drogom
- Storm Reid kao Gia Bennett, Rueina mlađa sestra
- Colman Domingo kao Ali (sekundarni glumac), čovjek koji se oporavlja od poremećaja ovisnosti koji često govori na anonimnim sastancima za narkotike i na kraju postaje njezin sponzor
- Austin Abrams kao Ethan Daley (2. sezona; sekundarni glumac 1. sezona), Katin ljubavni interes
- Dominic Fike kao Elliot (2. sezona), novi Ruein prijatelj koji se nalazi između Rue i Jules
- Nika King kao Leslie Bennett, Rueina i Giaina majka
- Eric Dane kao Cal Jacobs, Nateov striktni, zahtjevan otac koji vodi dvostruki život

## Produkcija

### Razvoj
1. lipnja 2017. objavljeno je da HBO razvija adaptaciju izraelske televizijske serije Euphoria iz 2012. koju su kreirali Ron Leshem, Daphna Levin i Tmira Yardeni. Očekivalo se da će produkciju napisati Sam Levinson, koji je također trebao biti izvršni producent zajedno s Leshemom, Levinom, Yardenijem, Hadasom Mozesom Lichtensteinom, Mirit Toovijem, Yoramom Mokadijem i Garyjem Lennonom. 2019. godine, Levinson je izjavio da se izvršnoj direktorici HBO-a Francesci Orsi sviđa "sirov i iskren" prikaz upotrebe droga i drugih tinejdžerskih problema u izraelskoj seriji. Levinson je temeljio seriju na vlastitim iskustvima kao tinejdžer, uključujući njegovu borbu s anksioznošću, depresijom i ovisnošću o drogama. Rekao je: "Postoji ta dosljedna tjeskoba za koju mislim da postoji u ovoj generaciji za koju mislim da je informirala cijeli proces stvaranja filma".
13. ožujka 2018., programski predsjednik HBO-a Casey Bloys objavio je na INTV konferenciji u Jeruzalemu da je mreža dala pilotsku narudžbu za produkciju. Nadalje je najavljeno da će A24 služiti kao produkcijska tvrtka za pilot. U priopćenju za javnost, Orsi je opisao seriju "kao Kids meets Trainspotting" bez roditeljskog nadzora. 27. ožujka objavljeno je da će Augustine Frizzell režirati pilot i služiti kao ko-izvršni producent. Dana 30. srpnja objavljeno je da je HBO naručio produkciju i da će Levinson napisati svaku epizodu. Dodatni izvršni producenti trebali su biti Drake, Future the Prince, Ravi Nandan i Kevin Turen, dok su produkcijske kuće uključene uključivale A24 Televiziju. Dana 11. srpnja 2019., serija je obnovljena za drugu sezonu.
HBO je naručio dvije specijalne epizode za emitiranje prije druge sezone. Prvi, "Trouble Don't Last Always", premijerno je prikazan 6. prosinca 2020. i prati Rue dok se suočava s posljedicama ostavljanja Jules na željezničkoj stanici i recidiva. Drugi, "Fuck Anyone Who's Not a Sea Blob", premijerno je prikazan 24. siječnja 2021. i prati Julesovu stranu priče. Drugu epizodu zajedno su napisali i izvršni producenti Levinson i Hunter Schafer. HBO je najavio da će se posebne epizode emitirati dva dana ranije na HBO Maxu.

### Scenarij
Zendaya je rekla da će druga sezona sadržavati snažan razvoj likova. Također je rekla: "Sezona je izazovna. Bit će teška i ponekad će biti razorno, ali mislim da Rue zaista zaslužuje svu tu brigu kada je u pitanju njezin lik, jer mislim da ona predstavlja puno za toliko ljudi. " Kasnije je rekla da druga sezona "neće biti zabavan sat".

### Casting
7. lipnja 2018. objavljeno je da će u pilotu glumiti Zendaya, Storm Reid, Maude Apatow, Astro, Eric Dane, Angus Cloud, Alexa Demie, Jacob Elordi, Barbie Ferreira, Nika King, Hunter Schafer i Sydney Sweeney. Dana 31. listopada objavljeno je da je Algee Smith dobio ulogu McKaya da zamijeni Astra, te da je također izabran Austin Abrams. U travnju 2020. objavljeno je da se Kelvin Harrison Jr. pridružio glumačkoj ekipi, ali je u svibnju 2021. objavljeno da je Harrison odustao zbog sukoba u rasporedu. U kolovozu je objavljeno da su se Dominic Fike, Minka Kelly i Demetrius 'Lil Meech' Flenory Jr. pridružili glumačkoj ekipi.

### Snimanje
Potvrđene lokacije uključuju Sony Studios u Los Angelesu, Del Amo Fashion Center u Torranceu i Ulysses S Grant High School u Valley Glenu. Proizvodnja 2. sezone trebala je početi u drugom tromjesečju 2020., a prva tablica je pročitana 11. ožujka, ali je odgođena zbog pandemije COVID-19. Produkcija 2. sezone započela je u ožujku 2021., a snimanje je uslijedilo od travnja do studenog. Za razliku od prethodne sezone, koja je snimana digitalno, druga sezona snimljena je na filmskom fondu Kodak Ektachrome, što je snimatelj Marcell Rév pripisao želji da se prizove "nekakvo sjećanje na srednju školu".

## Pregled serije
| Sezona | Sezona    | Epizoda | Premijerno prikazivanje | Premijerno prikazivanje |
| Sezona | Sezona    | Epizoda | Prva epizoda            | Zadnja epizoda          |
| ------ | --------- | ------- | ----------------------- | ----------------------- |
|        | 1         | 8       | 16. lipnja 2019.        | 4. kolovoza 2019.       |
|        | Specijali | 2       | 6. prosinca 2020.       | 24. siječnja 2021.      |
|        | 2         | 8       | 9. siječnja 2022.       | 27. veljače 2022.       |

### 1. sezona (2019.)
| Br. ep. (ukupno) | Br. ep. (u sezoni) | Naziv epizode                                  | Režiser           | Scenarist    | Premijera         | Gledanost u SAD-u (milijuni) |
| --- | ------------------ | ---------------------------------------------- | ----------------- | ------------ | ----------------- | ---------------------------- |
| 1 | 1                  | Pilot                                          | Agustin Friezel   | Sam Levinson | 16. lipnja 2019.  | 0,577                        |
| Sedamnaestogodišnja Rue vraća se kući s odvikavanja, a ne planira apstinirati. Na McKayovoj zabavi upoznaje Jules, novu djevojku u gradu. Nate se sukobi s McKayom kada McKay pokaže zanimanje za Cassie. Nate i Maddy, koji su ponovno prekinuli, pokušavaju jedno drugo učiniti ljubomornim. U međuvremenu, Kat je pod pritiskom da nešto izgubi.                      |                    |                                                |                   |              |                   |                              |
| |                    |                                                |                   |              |                   |                              |
| 2 | 2                  | Stuntin' Like My Daddy                         | Sam Levinson      | Sam Levinson | 23. lipnja 2019.  | 0,574                        |
| Prvog dana škole, Rue je uzbuđena zbog svoje nove prijateljice Jules, ali ne može se oprostiti od svoje prošlosti i upada u nevolje s Fezcom. Nate postaje opsjednut Maddinim novim dečkom, Tylerom, dok se pokušava pomiriti s Maddy. Kat doznaje da se njezin video pojavio na internetu. McKay iskaljuje svoj bijes na Cassie zbog stresa koji osjeća zbog fakulteta. |                    |                                                |                   |              |                   |                              |
| |                    |                                                |                   |              |                   |                              |
| 3 | 3                  | Učinio da izgleda                              | Sam Levinson      | Sam Levinson | 30. lipnja 2019.  | 0,493                        |
| Kat odluči snimiti i organizirati svoju prvu sesiju. Jules se na internetu zaljubi u dječaka i zamoli Rue da je fotografira golu. Maddy pronalazi nešto čudno na Nateovom telefonu. Cassie i McKay provode vikend u njegovoj školi i odlaze na zabavu bratstva koju on vodi. Rue se suočava sa svojim lažima na sastanku anonimnih ovisnika.                             |                    |                                                |                   |              |                   |                              |
| |                    |                                                |                   |              |                   |                              |
| 4 | 4                  | Shook Ones, Pt. II                             | Sam Levinson      | Sam Levinson | 7. srpnja 2019.   | 0,609                        |
| Rue se pokušava suzdržati zbog Julesa i Giji pravi društvo na karnevalu. Jules upoznaje Cala i njegovu obitelj. Cassie i Maddy, ljute na svoje dečke, odlučuju zajedno probati ecstasy. Kat provodi vrijeme s Ethanom. Nate otkriva istinu o sebi. |                    |                                                |                   |              |                   |                              |
| |                    |                                                |                   |              |                   |                              |
| 5 | 5                  | '03 Bonnie i Clyde                             | Jennifer Morrison | Sam Levinson | 14. srpnja 2019.  | 0,579                        |
| Nakon karnevala, Maddy i Nate suočeni su s policijskom istragom. Jules počinje osjećati pritisak zbog svoje uloge Rueinoj trijeznosti. Kat ignorira zbunjenog Ethana i prihvaća novi stil života. Cassie se pokušava distancirati od Daniela i usredotočiti se na svoj odnos s McKayom. Cal se brine o utjecaju koji su njegovi potezi imali na njegove sinove.          |                    |                                                |                   |              |                   |                              |
| |                    |                                                |                   |              |                   |                              |
| 6 | 6                  | Slijedeća epizoda                              | Paipa Bianco      | Sam Levinson | 21. srpnja 2019.  | 0,569                        |
| Tijekom Noći vještica, Rue je zabrinuta da se više ne može osloniti na Jules, a Jules se počinje čudno ponašati. McKay preispituje svoju budućnost u američkom nogometu. Nakon čudne noći s McKayom, Casey provodi vrijeme s Danielom. Katin posao cvjeta, a ona i dalje odbija Ethana. Nate ima plan kako svoj život dovesti u red.                                     |                    |                                                |                   |              |                   |                              |
| |                    |                                                |                   |              |                   |                              |
| 7 | 7                  | Kušnje i nevolje pokušaja piškinja u depresiji | Sam Levinson      | Sam Levinson | 28. srpnja 2019.  | 0,549                        |
| Rue je depresivan i gleda 22 epizode britanskog realityja zaredom. Jules odlazi posjetiti starog prijatelja. Cassie traži savjet nakon svega što se dogodilo tijekom Noći vještica. Rue završava u bolnici. |                    |                                                |                   |              |                   |                              |
| |                    |                                                |                   |              |                   |                              |
| 8 | 8                  | I posolite zemlju iza sebe                     | Sam Levinson      | Sam Levinson | 4. kolovoza 2019. | 0,530                        |
| U posljednjoj epizodi sezone East High School organizira zimski bal. Rue pokušava popraviti odnos s Jules i suočava se s Nateom. Cassie i Maddy razmišljaju o svojim vezama. Rue predloži Jules da poblegnu iz grada te prilikom ukrcaja na vlak, Rue shvaća da nije dovoljno hrabra te kako ne želi praviti još problema svojoj obitelji.                               |                    |                                                |                   |              |                   |                              |
| |                    |                                                |                   |              |                   |                              |

### Posebne ponude (2020.—2021.)
| Br. ep. (ukupno) | Br. ep. (u sezoni) | Naziv epizode                                  | Režiser      | Scenarist                      | Premijera          | Gledanost u SAD-u (milijuni) |
| ---------------- | ------------------ | ---------------------------------------------- | ------------ | ------------------------------ | ------------------ | ---------------------------- |
| 9                | 1                  | Trouble Don't Last Always 1. dio: Rue          | Sam Levinson | Sam Levinson                   | 6. prosinca 2020.  | 0,236                        |
|                  |                    |                                                |              |                                |                    |                              |
| 10               | 2                  | Fuck Anyone Who's Not a Sea Blob 2. dio: Jules | Sam Levinson | Sam Levinson i Hunter Schaefer | 24. siječnja 2021. | 0,109                        |
|                  |                    |                                                |              |                                |                    |                              |

### 2. sezona (2022.)
| Br. ep. (ukupno) | Br. ep. (u sezoni) | Naziv epizode                                               | Režiser      | Scenarist    | Premijera          | Gledanost u SAD-u (milijuni) |
| --- | ------------------ | ----------------------------------------------------------- | ------------ | ------------ | ------------------ | ---------------------------- |
| 11 | 1                  | Trying to Get to Heaven Before They Close the Door          | Sam Levinson | Sam Levinson | 9. siječnja 2022.  | 0,254                        |
| Rue i Jules ponovno se susreću po prvi puta nakon Božića, tijekom proslave Nove godine. |                    |                                                             |              |              |                    |                              |
| |                    |                                                             |              |              |                    |                              |
| 12 | 2                  | Out of Touch                                                | Sam Levinson | Sam Levinson | 16. siječnja 2022. | 0,279                        |
| S početkom nove školske godine, Jules preispituje Rueino i Elliotovo novo prijateljstvo. Dok je Cal u potrazi za odgovorima, Nate donosi tešku odluku. Granica između fantazije i realnosti blijedi, dok Kat preispituje svoju novonastalu vezu, a Maddy razmišlja o završetku svoje. |                    |                                                             |              |              |                    |                              |
| |                    |                                                             |              |              |                    |                              |
| 13 | 3                  | Ruminations: Big and Little Bullys                          | Sam Levinson | Sam Levinson | 23. siječnja 2022. | 0,264                        |
| Rue se upušta u novi posao dok istovremeno pokušava osnažiti prijateljstvo između Jules i Elliota. Cassie započinje svakidašnju rutinu, dok Lexi počinje pisati školsku predstavu. Maddy razmišlja o pomirenju s Nateom, a Cal konačno pronalazi metu. |                    |                                                             |              |              |                    |                              |
| |                    |                                                             |              |              |                    |                              |
| 14 | 4                  | You Who Cannot See, Think of Those Who Can                  | Sam Levinson | Sam Levinson | 30. siječnja 2022. | 0,318                        |
| Tijekom Maddyine rođendanske zabave, neke veze su slavljene, dok se druge preispituju. Jules se okreće Elliotu za savjet. Cal kreće na putovanje rijekom sjećanja. |                    |                                                             |              |              |                    |                              |
| |                    |                                                             |              |              |                    |                              |
| 15 | 5                  | Stand Still Like the Hummingbird                            | Sam Levinson | Sam Levinson | 6. veljače 2022.   | 0,353                        |
| Jules otkriva Leslie da se Rue ponovno vratila drogi, zbog čega joj sva droga iz kuće nestaje. Leslie, Jules, i Elliot se suoče s Rue, što ju izaziva na ekstremno agresivno ponašanje, tijekom kojeg uništi kućni namještaj te prekine vezu s Jules i Elliotom. Leslie ju pokuša ponovno odvesti na odvikavanje, no Rue bježi iz automobila usred prometa. Dok je u bijegu, razne misli joj lutaju po glavi. Nakon što je pala noć, otrči u drugi dio grada, u kuću obitelji Howard, u kojoj ukrade lijekove i nakit prije nego što se Leslie pojavi sa Suze, Lexi, Cassie, Maddy, i Kat. Usred intervencije, Rue otkrije grupi o Cassieinoj tajnoj vezi s Nateom, što izaziva sukob između Maddy i Cassie, koji omogućava Rue da pobjegne. Traži Feza za pomoć, no on je izbacuje iz kuće nakon što je pokušala ukrasti lijekove njegove bake. Nakon što je neočekivano orobila jednu kuću i pobjegla policiji, Rue stigne do Laurieine rezidencije. Laurie joj dadne morfij, te iako osjeća Rueinu bol, svejedno joj suptilno savjetuje da postane prostitutka kako bi platila svoje dugove. Nakon što sanja o svom ocu, Rue se budi te bježi natrag kući. Leslie čeka Rue te čuje kako netko otvara ulazna vrata. |                    |                                                             |              |              |                    |                              |
| |                    |                                                             |              |              |                    |                              |
| 16 | 6                  | A Thousand Little Trees of Blood                            | Sam Levinson | Sam Levinson | 13. veljače 2022.  | 0,283                        |
| Nakon nekoliko dana što je pobjegla od Laurie, Rue ozbiljno napreduje u povlačenju od droga. Nazove Alija te mu se ispriča za ono što mu je rekla, poslije čega on dolazi kod Bennettovih skuhati večeru. Kat pokuša prekinuti s Ethanom na budalast način, zbog čega on bude taj koji prekida s njom. Maddy preispituje što će napraviti u vezi Natea i Cassie, oko čega se savjetuje sa Samanthom. Dok se Cassie i Nate svađaju zbog tajne koja je izišla na vidjelo, također se svađaju sa svojim majkama. Nakon što shvaća pod kolikim stresom je Cassie, Lexi se pita kako će njena predstava utjecati na nju. Dok iznosi smeće vani, Faye ugleda Custera, koji joj govori da će biti prisiljen raditi s policijom kako bi razotkrili Feza i Ashtraya za Mouseovo ubojstvo. Nate odlučuje uzeti stvari u svoje ruke. Kako bi zaštitio ugled Jacobs obitelji, prijeti Maddy s pištoljem za disk njegovog oca. Nate daje disk Jules, te priznaju jedno drugom kako nisu lagali za svoje osjećaje prošle godine, kada se Nate pretvarao da je netko drugi preko interneta. Nate zove Cassie i kaže joj da može ostati kod njega dok se drama ne smiri. Leslie otkriva da nema mjesta u klinici za odvikavanje, zbog čega se boji da će Rue počiniti samoubojstvo. |                    |                                                             |              |              |                    |                              |
| |                    |                                                             |              |              |                    |                              |
| 17 | 7                  | The Theater and Its Double                                  | Sam Levinson | Sam Levinson | 20. veljače 2022.  | 0,350                        |
| Lexina predstava izvodi se za učenike škole, roditelje, i akademike. Lexini prijatelji ubrzo shvaćaju da je predstava o njihovim životima, samo što su im imena promijenjena. Nekoliko dana prije, Lexi priča s Fezom o strahu da će joj se prijatelji naljutiti zbog predstave; kasnije joj obećaje da će doći na predstavu. Epizoda svako malo ulazi u retrospekciju, kako predstava prikazuje bitne događaje u Lexinom životu, iz njene perspektive: Smrt Rueina oca, i njen pad u svijet droge; Cassie koja prolazi kroz pubertet; Prijateljstvo između Rue i Lexi; Lexin odnos s njenim ocem; Prijateljstvo između Maddy i Cassie; i vezu Maddy i Natea. Custer dolazi u Fezscovu kuću prije predstave, što budi sumnju u Ashtrayu. Cassie i Nate nastavljaju svoju vezu, neovisno o njegovim neriješenim osjećajima prema Maddy i Jules. Rueina majka joj govori kako je više neće paziti, već da će se posvetiti Giai. Jules uništava disk koji joj je Nate dao. Maddy se osjeća izdanom, te razmišlja o napuštanju East Highlanda. Fezco ne stiže na Lexinu predstavu. Predstava završava s plesom na pjesmu "Holding Out for a Hero", koji prikazuje Nateovog lika, kojeg glumi Ethan, kako vježbaju na sugestivan način. Nate ljutito nazove scenu homofobičnom, napusti školu te prekida s Cassie. |                    |                                                             |              |              |                    |                              |
| |                    |                                                             |              |              |                    |                              |
| 18 | 8                  | All My Life, My Heart Has Yearned for a Thing I Cannot Name | Sam Levinson | Sam Levinson | 27. veljače 2022.  | 0,623                        |
| Custer pokušava natjerati Fezscoa da otkrije svoju ulogu u Mouseouv ubojstvu, prije no što mu Faye potajno pokaže da ništa ne govori. Ash, koji je shvatio da Custer radi s policijom, ga ubija nožem u vrat; Fezco guši Custera kako ne bi pisnuo dok umire, a zatim baca njegov mobitel u piće. Prije toga, Lexi i Fezco pričaju o svojim planovima za budućnost; oboma im je drago što su postali prijatelji. Rue posjećuje Elliota kako bi mu oprostila za to što ju je cinkao, pošto je shvatila da joj je vjerojatno spasio život. Složili su se da nisu kompatibilni jedno za drugo. U sadašnjosti, Cassie prekida predstavu kako bi napala Lexi, ali pobjegne čim Maddy krene put pozornice. Podržana od strane publike i ekipe, Lexi nastavlja s predstavom koju posvjećuje Fezcou (bez da mu je rekla ime). Predstava završava na komemoraciji Rueina oca, te s Lexi i Rue koje pričaju o važnim životnim temama kao što su ljubav i gubitak; Rue poslije zahvali Lexi što joj je pokazala stranu njene same koju ne mrzi. Fezco moli Asha da se preda policiji, kako bi Fezsca osudilo za Custerovo ubojstvo, a ne Asha. No umjesto toga, Ash zaključa sebe u kupaonicu s više oružja te počinje pucati po policiji. Slučajno upuca Fezscoa kojeg kasnije policija uhiti. Nate se konačno suoči s Calom, držeći ga na nišanu s pištoljem, pokaže mu USB, na kojem se nalaze svi Calovi eksplicitni videi, koji su mu stvorili traume od rane dobi. S Nateovom dojavom, policija stiže i uhićuje Cala. Cassie kaže Maddy da je Nate prekinuo s njom prije no što je pokušala uništiti predstavu. Nakon predstave, Jules kaže Rue da je voli i da joj nedostaje. Rue ne kaže ništa već je poljubi u čelo. Dok izlazi iz škole, Rue pripovjeda kako je uspjela ostati čista do kraja školske godine te kako se oprezno nada vedrijoj budućnosti. |                    |                                                             |              |              |                    |                              |
| |                    |                                                             |              |              |                    |                              |